# سرعت فاز

نقطه قرمز معرف سرعت فاز و نقاط سبز معرف سرعت گروه

این یک موج را نشان می‌دهد که سرعت گروه و سرعت فاز در جهات مختلف حرکت می‌کند. سرعت گروه مثبت است، در حالی که سرعت فاز منفی است.

سرعت فاز یک موج، نرخ انتقال فاز آن موج در فضا است. این سرعت در هر فاز برای فرکانس‌های مختلف یک موج قابل تعریف است. برای هر فرکانس خاص می‌توان سرعت فاز یک فاز مشخص (مثلا قله موج) را محاسبه کرد. سرعت فاز برحسب دوره تناوب موج و طول‌موج به صورت زیر بدست می‌آید:
{\displaystyle v_{\mathrm {p} }={\frac {\lambda }{T}}.}
یا به صورت مشابه، بر حسب سرعت زاویه‌ای موج ω و عدد موج k به صورت زیر بدست می‌آید:
{\displaystyle v_{\mathrm {p} }={\frac {\omega }{k}}.}
برای اینکه متوجه شویم این پارامتر به چه معناست، یک موج سادهٔ سینوسی به صورت A Sin(kx − ωt) را تصور کنید. در زمان t، منبع فاز ωt را تولید می‌کند. در همان زمان، جبههٔ اولیه‌ای موج که از منبع دور شده به فاصله x از منبع در فضا رسیده‌است به شرطی که kx = ωt باشد، دارای فازی برابر با فاز اولیه اش (یعنی صفر) است. پس سرعت انقال فاز برابر است با v = x / t = ω / k. به صورت رسمی‌تر، مقدار φ = kx - ωt فاز موج را در زمان t و مکان x نشان می‌دهد. همچنین ω = -dφ / dt و k = dφ / dx، پس مقدار سرعت فاز برابر است با:
{\displaystyle {\frac {\partial x}{\partial t}}=-{\frac {\partial \phi }{\partial t}}{\frac {\partial x}{\partial \phi }}={\frac {\omega }{k}}.}
در نتیجه یک رابطه معکوس بین بسامد زاویه‌ای و بردارموج مشاهده می‌کنیم. اگر موج نوسانات بسامد بالاتری داشته باشد، طول‌موج باید کوتاه شود تا سرعت فاز ثابت بماند.

## موارد مرتبط
- موج
- سرعت گروه